# Ermida (Ponte da Barca)
Ermida é uma povoação portuguesa do Município de Ponte da Barca que foi sede da Freguesia de Ermida, freguesia que tinha 11,21 km² de área e 61 habitantes (2011), e, por isso, uma densidade populacional de 5,4 hab./km².
A Freguesia de Ermida foi extinta (agregada) pela reorganização administrativa de 2012/2013, tendo o seu território sido agregado ao das Freguesias de Entre Ambos-os-Rios e de Germil para criar a União das Freguesias de Entre Ambos-os-Rios, Ermida e Germil.

## População
| População da freguesia de Ermida | População da freguesia de Ermida | População da freguesia de Ermida | População da freguesia de Ermida | População da freguesia de Ermida | População da freguesia de Ermida | População da freguesia de Ermida | População da freguesia de Ermida | População da freguesia de Ermida | População da freguesia de Ermida | População da freguesia de Ermida | População da freguesia de Ermida | População da freguesia de Ermida | População da freguesia de Ermida | População da freguesia de Ermida |
| -------------------------------- | -------------------------------- | -------------------------------- | -------------------------------- | -------------------------------- | -------------------------------- | -------------------------------- | -------------------------------- | -------------------------------- | -------------------------------- | -------------------------------- | -------------------------------- | -------------------------------- | -------------------------------- | -------------------------------- |
| 1864                             | 1878                             | 1890                             | 1900                             | 1911                             | 1920                             | 1930                             | 1940                             | 1950                             | 1960                             | 1970                             | 1981                             | 1991                             | 2001                             | 2011                             |
| 95                               | 90                               | 111                              | 109                              | 115                              | 131                              | 140                              | 143                              | 190                              | 178                              | 138                              | 123                              | 111                              | 83                               | 61                               |

| Distribuição da População por Grupos Etários | Distribuição da População por Grupos Etários | Distribuição da População por Grupos Etários | Distribuição da População por Grupos Etários | Distribuição da População por Grupos Etários | Distribuição da População por Grupos Etários | Distribuição da População por Grupos Etários | Distribuição da População por Grupos Etários | Distribuição da População por Grupos Etários | Distribuição da População por Grupos Etários |
| -------------------------------------------- | -------------------------------------------- | -------------------------------------------- | -------------------------------------------- | -------------------------------------------- | -------------------------------------------- | -------------------------------------------- | -------------------------------------------- | -------------------------------------------- | -------------------------------------------- |
| Ano                                          | 0-14 Anos                                    | 15-24 Anos                                   | 25-64 Anos                                   | > 65 Anos                                    |                                              | 0-14 Anos                                    | 15-24 Anos                                   | 25-64 Anos                                   | > 65 Anos                                    |
| 2001                                         | 13                                           | 8                                            | 34                                           | 28                                           |                                              | 15,7%                                        | 9,6%                                         | 41,0%                                        | 33,7%                                        |
| 2011                                         | 4                                            | 5                                            | 24                                           | 28                                           |                                              | 6,6%                                         | 8,2%                                         | 39,3%                                        | 45,9%                                        |